# Klosterweg 11 (Hausen)

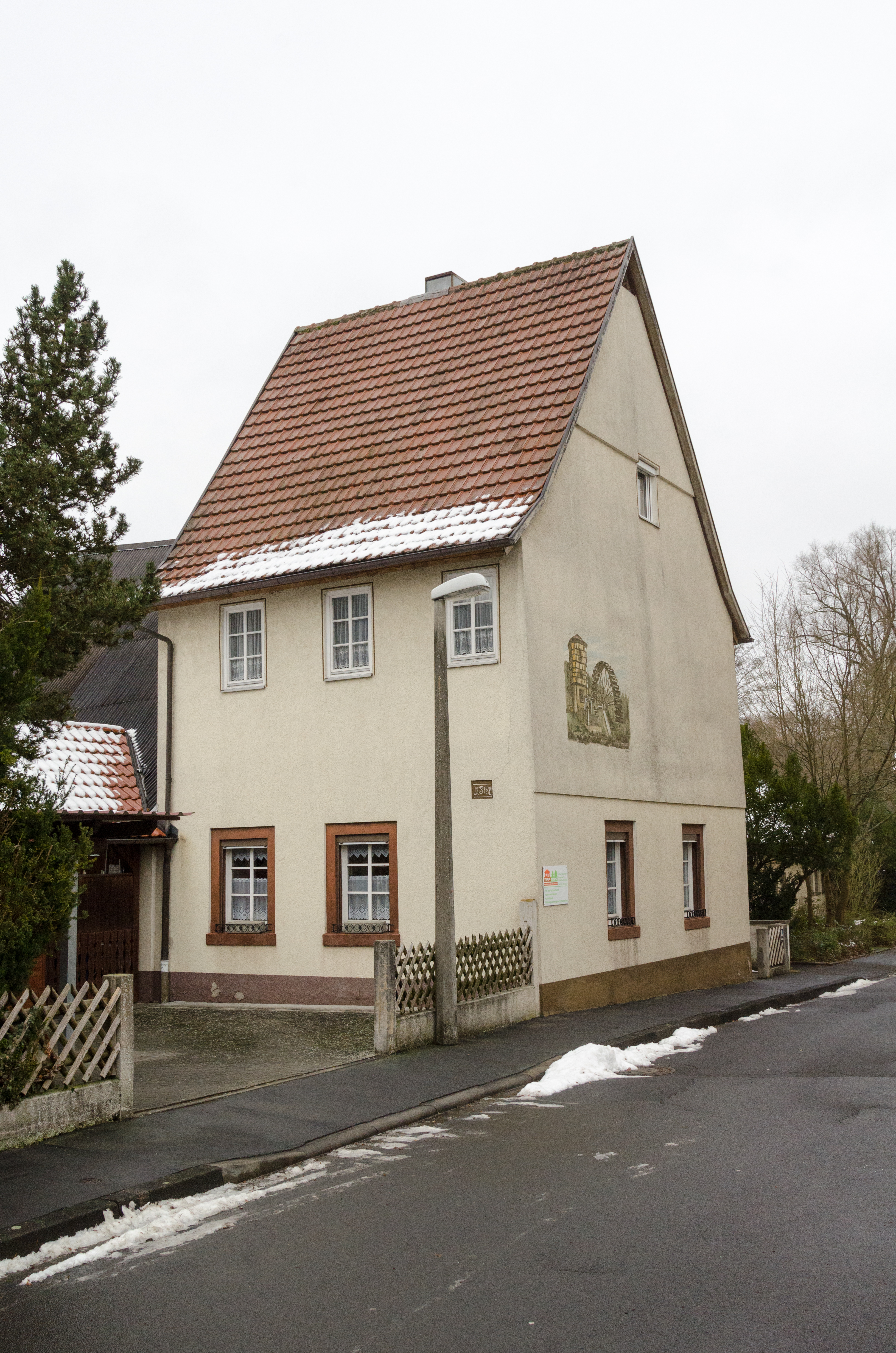
Klosterweg 11 in Hausen

Das Anwesen Klosterweg 11 in Hausen, einem Stadtteil des Kurortes Bad Kissingen im unterfränkischen Landkreis Bad Kissingen, gehört zu den Bad Kissinger Baudenkmälern und ist unter der Nummer D-6-72-114-185 in der Bayerischen Denkmalliste registriert.

## Geschichte
Bei dem zweigeschossigen, verputzten Satteldachbau handelt es sich um die ehemalige Mühle des Klosters Hausen.
Die Fassade wurde zwischenzeitlich verputzt. Der Putz weist eine Aussparung mit der Jahresinschrift mit dem Entstehungsjahr „1581“ auf. Das Obergeschoss besteht unter dem Putz wahrscheinlich aus Fachwerk.
Das Aussehen des Gebäudes unter anderem mit dem steilen Satteldach lässt unter der Fassade einen historischen Gebäudekern vermuten.